# Narodnoe opolčenie
Narodnoe opolčenie (traslitterazione anglosassone: Narodnoe opolcheniye) o semplicemente Opolčenie (cirillico: Народное ополчение, termine russo che letteralmente significa "milizia popolare volontaria") fu il nome dato a truppe irregolari formate dalla popolazione in Russia ed in Unione Sovietica. Combatté a fianco dell'esercito regolare in molte guerre nel corso della sua storia.

## Storia
La milizia popolare apparve principalmente all'inizio della storia russa, ad esempio nel Canto della schiera di Igor', quando si fa riferimento agli uomini guidati in combattimento. Fu utilizzata per motivi politici quando il Granducato di Mosca assunse un ruolo di comando nella Russia del XVI secolo. Servì per enfatizzare lo zar come "padre" di tutti i russi, il che includeva altri principati che volevano restare indipendenti. Prima che i russi fossero unificati sotto la guida di Mosca, ogni città aveva il proprio Opolcheniye, che non veniva chiamato Narodnoe ma che prendeva il nome dal villaggio, come ad esempio Novgorodskoye Opolcheniye, Suzdalskoye Opolcheniye, Vladimirskoye Opolcheniye, ecc. Non erano milizie a tutti gli effetti, ma gruppi armati che, se attaccati, si sarebbero armati ed uniti formando un polk, traducibile nel moderno reggimento. Dal' cita altri utilizzi, quali rat', voisko, opolcheniye, tolpa e vataga. 
Nonostante si potessero unire a formare reggimenti, divisioni o addirittura eserciti, gli Opolcheniye non ebbero mai delle unità permanenti, e fu solo durante la loro ultima costituzione nel 1941 che furono trasformate in unità e formazioni regolari.
- Primo Narodnoe Opolčenie, formato nel 1611 nel corso della guerra polacco-moscovita del 1605–1618
- Secondo Narodnoe Opolčenie, formato nel 1611–1612 nel corso della guerra polacco-moscovita del 1605–1618
- Durante la guerra della Quarta coalizione (1806–1807), la Narodnoe Opolcheniye raggiunse le 612 000 unità, ma non fu usata in combattimento
- Nel 1812 una Narodnoe Opolčenie di 420 000 partecipò alla lotta contro l'invasione francese della Russia, e fu utilizzata spesso durante la guerra[2] e nella campagna del 1813. In questo periodo fu creata anche l'opolcheniye cosacca, che manovrava perfino i cannoni rubati ai turchi nel XVII e XVIII secolo.[3]
- Durante la guerra di Crimea (1853–1856) fu formata una nuova Narodnoe Opolcheniye di circa 360 000 unità,[4] ma non fu utilizzata in combattimento, anche se i 7132 membri della Morskoye Opolcheniye, ex marinai ed ufficiali della marina, fecero servizio attivo.[5]
- Durante il regno di Alessandro II di Russia fu formato un Gosudarstvennoye Opolcheniye tra il 1874 ed il 1917. Furono utilizzati in Siberia durante la guerra russo-giapponese
- La Narodnoe Opolcheniye fu formata di nuovo nel 1941 durante la Grande Guerra Patriottica.[6] Sedici divisioni furono formate a Mosca, diciotto a Leningrado, di cui cinque divennero formazioni regolari di fucilieri.[7]